# Poppunk
Poppunk of punkpop is een muziekgenre ontstaan uit de muzikale revolutie van de punkmuziek eind jaren zeventig. Het genre combineert popmuziek met punkmuziek. Dit gaat meestal gepaard met harde gitaren, een snel tempo, powerakkoorden en vaak ook met persoonlijke of emotionele teksten. Dit is een brede definitie: er kunnen grote verschillen zitten tussen de muziekstijlen van poppunkbands.

## Geschiedenis

### Begin (jaren 70)
Als reactie op de toenemende populariteit van soft rock en commerciële getinte muziek, begonnen vele punkbands nog hardere, luidere en minder melodische muziek te spelen (bijvoorbeeld hardcore punk). Sommige punkmuzikanten kozen echter om een totaal andere richting uit te gaan en zochten hun nieuwe geluid in de popmuziek, echter zonder hun afkomst helemaal te verloochenen. Dit nieuwe geluid resulteerde in een genre gekenmerkt door harde gitaren en snelle drums in combinatie met popmelodieën. Vroege poppunkbands uit de jaren 70 omvatten Ramones (opgericht in 1974), Buzzcocks (1975), The Adicts (1975), The Dickies (1977) en The Misfits (1977).

### Heropleving (jaren 90)
Begin jaren negentig begon het genre zich te manifesteren in de hitlijsten en won het steeds meer aan populariteit bij het grote publiek. Andere succesvolle bands rond deze periode waren onder andere The Offspring en Green Day. Eind jaren negentig en begin jaren 2000 verschenen tal van andere poppunkbands op de hitlijsten, waaronder Blink-182, Sum 41, Simple Plan en Good Charlotte.

### Tweede heropleving (jaren 20)
Eind de jaren 2010 kwam het genre weer op de voorgrond door de populariteit van emorap, een genre dat sterk beïnvloed werd door poppunk. Populaire emorappers als Juice WRLD, XXXTentacion, Lil Peep en Lil Uzi Vert spraken vaak over de invloed die poppunk had op hun muziek. In september 2020 bracht Machine Gun Kelly zijn album Tickets To My Downfall uit. Dit album zou het eerste rockalbum worden dat in de VS op nummer 1 binnenkwam. Door de grote populariteit van dit album werd Machine Gun Kelly door meerdere nieuwsberichten omschreven als de leider van de poppunk-heropleving. Ook de app TikTok wordt door verschillende berichtgevingen genoemd als oorzaak van de heropleving van het genre. De hashtag #poppunk geeft op de app bijvoorbeeld al meer dan 450 miljoen resultaten. Ook brachten enkele bekende TikTok-gebruikers zoals Lil Huddy en Jaden Hossler in 2020 en 2021 poppunknummers uit.

## Bands
- +44
- The All-American Rejects
- All Time Low
- Avril Lavigne
- Bif Naked
- Billy Talent
- Blink-182
- Bowling for Soup
- Box Car Racer
- Cute Is What We Aim For
- Destine
- Deviation
- The Donnas
- Fall Out Boy
- Fountains of Wayne
- Good Charlotte
- Green Day
- Lagwagon
- Less Than Jake
- Madina Lake
- Mayday Parade
- McFly
- MxPx
- Nailpin
- Nerf Herder
- New Found Glory
- The Offspring
- Panic! at the Disco
- Paramore
- Simple Plan
- Sum 41
- We the Kings
- Wheatus
- Goldfinger
- Allister
- Relient K
- Sugarcult
- Simple Plan